# جون دراموند (رجل أعمال)
جون دراموند (بالإنجليزية: John Drummond)‏ هو شخصية أعمال بريطاني، ولد في 25 نوفمبر 1934 في لندن في المملكة المتحدة، وتوفي في 6 سبتمبر 2006.